# Abdellah Lahoua
Abdellah Lahoua, né le 19 juillet 1986, est un footballeur marocain.
Il évolue habituellement comme milieu de terrain.

## Carrière
Abdellah Lahoua joue successivement dans les équipes suivantes : Difaâ d'El Jadida, FAR de Rabat et Renaissance de Berkane.
Il est sélectionné entre 2006 et 2008 en équipe du Maroc de football des moins de 23 ans.